# كولن كوري
كولن كوري (بالإنجليزية: Colin Currie)‏ هو فنان إيقاعي بريطاني، ولد في 25 سبتمبر 1976.

## وصلات خارجية
- الموقع الرسمي
- كولن كوري على موقع ميوزك برينز (الإنجليزية)
- كولن كوري على موقع ديسكوغز (الإنجليزية)